# Oussaltan-Dongobé
Pour les articles homonymes, voir Oussaltan-Banguel-Daou.
Oussaltan-Dongobé est une commune située dans le département de Seytenga, dans la province du Séno, région du Sahel, au Burkina Faso.